# Fukagawa
Fukagawa (jap. 深川市, -shi) ist eine Stadt in der Unterpräfektur Sorachi auf der Insel Hokkaidō (Japan).

## Geographie
Fukagawa liegt westlich von Asahikawa und nordöstlich von Sapporo.

## Geschichte
Die Stadt besteht seit dem 1. Mai 1963.

## Verkehr
Der Bahnhof Fukagawa liegt an der Hakodate-Hauptlinie zwischen Sapporo und Asahikawa, der wichtigsten Bahnstrecke der Insel. Hier zweigt die Rumoi-Hauptlinie nach Rumoi und Mashike ab.
Fukagawa liegt an der Nationalstraße 12 sowie an den Nationalstraßen 233 und 275.

## Städtepartnerschaften
- Abbotsford (British Columbia), seit 1998

## Angrenzende Städte und Gemeinden
- Ashibetsu
- Takikawa
- Akabira
- Asahikawa